# Shigeharu Saeki
Shigeharu Saeki (佐伯茂治 Saeki Shigeharu?) es un compositor quién empezó tocando música de fondo para varias canciones en la franquicia de GuitarFreaks & DrumMania. Tiempo después, compuso su primera canción en GuitarFreaks V & DrumMania V llamada Destructive Wave (junto con Mutsuhiko Izumi y Yuei Uematsu), y desde entonces pasó a componer varias obras más. Él también hizo una aparición en vivo en el evento THE GITADO LIVEen 2007, tocando la mayoría de las piezas en conjunto. Con el tiempo, Saeki empezó a componer canciones para otros videojuegos de Bemani.
La mayoría de sus canciones, incluyendo las de GuitarFreaks & DrumMania suelen ser en mayor parte de género electrónico/sintetizado que la mayoría de sus contemporáneos, incursionando en el techno y un poco de chiptune bajo el pseudónimo de S-C-U, el cual lo ha utilizado exclusivamente en los últimos años en Bemani. 
Shigeharu es el actual director de audio en jubeat.

## Música principal
La siguiente lista muestra las canciones que fueron creadas por el mismo autor y también con los artistas que trabajó para su elaboración:
GuitarFreaks & DrumMania
- Destructive Wave (GFV/DMV:S-Dynamites)
- 香港☆超特急Z (GFV2/DMV2:明星有限公司)
- 戻らない恋 (GFV3/DMV3:ザ・パンサーズ)
- さよなら便り (GFV4/DMV4:￢(゜～゜)Γと(!ΘεΘ!))
- 真夏の恋は ちゅらちゅらLove☆ (GFV5/DMV5:MAKI)
- humming rabbit (GFV6/DMV6:mighty puppet)
- 情熱 fun! fun! (GFV6/DMV6:YAMATO組)
- Egocentricity (GFXG/DMXG:Thomas Howard Lichtenstein)
- Chance (GFXG2/DMXG2:Aimee Blackschleger)
- 春待ち花 (GITADORA:二代目 天下茶屋子)

pop'n music
- 純愛ロマンス --PART 2-- (pop'n music 15 ADVENTURE:ko-saku)
- こなもん屋人情歌 (pop'n music 16 PARTY♪:天下茶屋子)
- spring pony (pop'n music Sunny Park/jubeat saucer:S-C-U)

jubeat
- concon (jubeat knit APPEND:S-C-U)
- yellow head joe (jubeat copious/beatmania IIDX 19 Lincle:S-C-U)
- ナナホシ (jubeat copious APPEND:S-C-U)
- Confiserie (beatmania IIDX 20 tricoro/jubeat saucer:L.E.D. vs S-C-U)
- anemone (REFLEC BEAT colette -Spring-/jubeat saucer:S-C-U feat.Qrispy Joybox)
- 終末を追う者 (ミミニャミ・コタローのフライングキャチ！ pop'n music Sunny Park/jubeat saucer:S-C-U×PON)
- Timberwolves (jubeat saucer fulfill:S-C-U)
- prop the world (jubeat prop:S-C-U)
- 天空の華 (jubeat prop/DDR 2015: S-C-U × U1 overground)
- 夏色DIARY 俺のjubeat編 (jubeat prop: 猫叉王子 feat.時を駆けるショッチョー)

REFLEC BEAT
- robin (REFLEC BEAT limelight:S-C-U)
- milky ice bear (REFLEC BEAT colette -Winter-:S-C-U)
- Little Flipper (REFLEC BEAT colette -Summer-:S-C-U)
- Ambitious (REFLEC BEAT colette -All Seasons-:S-C-U)
- Super GERO GE-RO (REFLEC BEAT groovin'!!:S-C-U)

beatmania IIDX
- yellow head joe (beatmania IIDX 19 lincle:S-C-U)
- planarian (beatmania IIDX 20 tricoro:S-C-U)

Dance Dance Revolution
- heron (Dance Dance Revolution 2013:S-C-U)

Otros
- APPEND TRAVELのうた
- ラキラキ
- マインド・ゲーム